# Henri Regnault

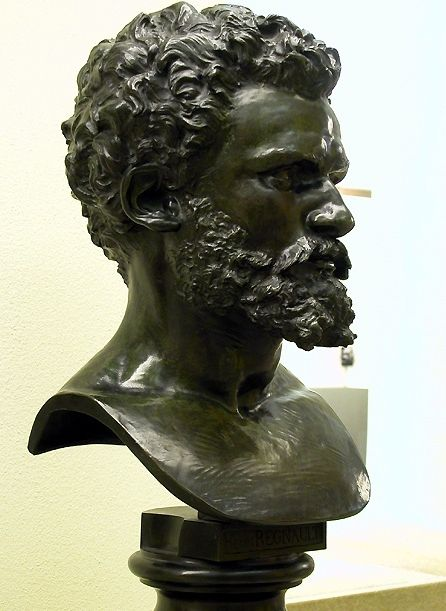
Henri Regnault, byst av Louis-Ernest Barrias.

Alexandre Georges Henri Regnault,  född den 30 oktober 1843 i Paris, död den 19 januari 1871 i striden vid Buzenval, var en fransk målare, son till Henri Victor Regnault.
Regnault blev student, innan han på allvar började sina konststudier - redan som barn tecknade och modellerade han hästar och andra djur -, var från 1860 lärjunge till Lamothe vid École des beaux-arts, vann Rompriset 1866, hemsände till salongen 1868 ett damporträtt, utställde samtidigt i Rom en stort hållen, livfull och våldsam framställning av Automedon tyglande Akilles hästar, där Julius Lange konstaterade en "överväldigande talang både för form och färg, men framför allt för färg, en sådan frisk skapande styrka däri, att man slog chamade och gav sig på nåd och onåd". En senare replik av målningen i mindre skala finns i museet i Boston.
Samma år for Regnault till Spanien, kom dit mitt under revolutionen och lyckades få beställning på ett ryttarporträtt av dagens hjälte, general Prim. Han framställde denne sittande på en svart häst med de framtågande revolutionstrupperna som bakgrund. Prim fann likväl inte det sätt, på vilket han var framställd, smickrande nog och vägrade att mottaga tavlan, hvarpå denna utställdes på salongen i Paris 1869 (Louvre).
Samma år kopierade Regnault i Madrid Velázquez "Bredas kapitulation" (École des beaux-arts), återvände till Rom, målade Judit och Holofernes (museet i Marseille) samt Salome (1870), besökte ännu en gång Spanien, kom nu även till landets södra del och till Marocko, målade den koloristiskt praktfulla, brutala Avrättning utan dom (Louvre) och många mästerliga studier av arabiska hästar och ryttare (Affärd till jakt, Paschans utfärd), av typer och interiörer (Gård i Tanger, Harem i Marocko).
I september samma år, då de tyska trupperna tågade mot Paris, skyndade han dit, ingick i krigstjänst som soldat och föll vid ett nattligt utfall under belägringen. En minnesutställning, som anordnades 1872, visade hans lysande anlag i deras hela omfattning.  Han var som målare besläktad med Géricault och Delacroix, beundrade Velasquez och tog i Rom starkt intryck av Fortuny, vilket mest framträder i hans spanska och marockanska småtavlor och studier.
Hans lidelsefulla målarlynne tog sig uttryck i ett brett, ibland hetsigt behandlingssätt och i någon gång uppdriven, men lysande färgkraft. Prims porträtt står som den mest imponerande ryttarmålningen från 1800-talets senare hälft, och Salome - en symfoni i gult - vann rykte som ett mästerverk av koloristisk originalitet och brio. Louvre äger flera akvareller, varibland ett litet raffinerat helfigursporträtt av den svenska grevinnan E.M. Barck i spansk dräkt (1879). Ett monument över Regnault jämte övriga i kriget 1870-71 fallna konstnärer är rest i École des beaux-arts.